# Endotelij
Endotélij je notranja plast obtočil iz enoskladnega ploščatega epitelija.

## Vloga
Endotelijske celice imajo pomembno vlogo v številnih žilnih procesih:
- ateroskleroza (endotelijska poškodba naj bi bila primarni vzrok ateroskleroznih sprememb)[2]
- barierna vloga (endotelij deluje kot selektivna pregrada med žilno svetlino in obdajajočimi tkivi ter tako nadzoruje prehajanje molekul ter potovanje belih krvničk v krvni obtok in iz njega; prekomerna ali dolgo trajajoča povečana prepustnost endotelija, npr. pri vnetnih stanjih, lahko povzroči oteklino v tkivu)
- strjevanje krvi (tromboza in fibrinoliza)
- vnetni procesi
- nastajanje novih krvnih žil (angioneogeneza)
- vazokonstrikcija in vazodilatacija (in s tem uravnavanje krvnega tlaka)